# Wapen van Zevenhoven

Het wapen van Zevenhoven

Het wapen van Zevenhoven werd op 24 juli 1816 aan Zuid-Hollandse gemeente Zevenhoven door de Hoge Raad van Adel in gebruik bevestigd. De gemeente is in 1991 samen met Nieuwveen opgegaan in de nieuw opgerichte gemeente Liemeer, toen nog Nieuwveen geheten. Het wapen van Liemeer is een combinatie van de twee voormalige gemeentes die waren gefuseerd. De adelaar is echter rood in plaats van zwart weergegeven. Liemeer is op 1 januari 2007 samen met Ter Aar opgegaan in de gemeente Nieuwkoop. In het wapen van Nieuwkoop zijn elementen uit de wapens van alle gemeenten waaruit Nieuwkoop is ontstaan, samengevoegd. De adelaar uit het wapen van Zevenhoven is rood gebleven.

## Blazoenering
De blazoenering van het wapen luidde als volgt:
Van goud beladen met een uitgespreiden dubbelden arend van sabel.
De heraldische kleuren zijn goud (geel) en sabel (zwart). Het schild is gedekt met een gravenkroon van drie bladeren en twee parels.

## Geschiedenis
Het wapen werd al door de ambachtsheerlijkheid Zevenhoven en Noorden gebruikt. De dubbelkoppige adelaar is waarschijnlijk afkomstig uit het wapen van Albrecht van Beieren, die de heerlijkheid omstreeks 1400 in bezit had.

## Verwante wapens
De volgende wapens zijn verwant aan het wapen van Zevenhoven:

Het wapen van Liemeer
Het wapen van Nieuwkoop